# Great Barrington
Great Barrington ist eine Kleinstadt im Berkshire County des Bundesstaats Massachusetts in den Vereinigten Staaten. Das U.S. Census Bureau hat bei der Volkszählung 2020 eine Einwohnerzahl von 2.234 ermittelt. Great Barrington ist sowohl ein Sommerurlaubsort als auch die Heimat von Ski Butternut, einem Skigebiet, und umfasst die Dörfer Van Deusenville und Housatonic. Es ist auch als der Geburtsort des Schriftstellers und Aktivisten W. E. B. Du Bois. Im Jahr 2012 setzte das Smithsonian Magazine Great Barrington auf Platz 1 in seiner Liste der 20 besten Kleinstädte in Amerika.

## Geschichte
Der Ort wurde erstmals 1726 von Kolonisten besiedelt und war von 1742 bis 1761 das nördliche Parish von Sheffield. Im Jahr 1761 wurde es offiziell als Great Barrington gegründet, benannt nach dem Dorf Great Barrington in Gloucestershire, England. Mit der Ankunft der Eisenbahn im späten 19. Jahrhundert entwickelte sich Great Barrington zu einem Erholungsort des Gilded Age für diejenigen, die Erholung von der Hitze und Verschmutzung der Städte suchten. Wohlhabende Familien bauten hier große Häuser, die Berkshire Cottages genannt wurden.

## Demografie
Laut einer Schätzung von 2019 leben in Great Barrington 6945 Menschen. Die Bevölkerung teilt sich im selben Jahr auf in 89,5 % Weiße, 3,8 % Afroamerikaner, 0,1 % amerikanische Ureinwohner, 2,8 % Asiaten und 1,1 % mit zwei oder mehr Ethnizitäten. Hispanics oder Latinos aller Ethnien machten 6,3 % der Bevölkerung aus. Das mittlere Haushaltseinkommen lag bei 55.478 US-Dollar und die Armutsquote bei 8,4 %.

## Infrastruktur
Die U.S. Route 7 führt durch das Zentrum der Gemeinde. Der Flughafen Walter J. Koladza für allgemeinen Luftfahrt liegt in Great Barrington.

## Söhne und Töchter der Stadt
- John Allen (1763–1812), Politiker, Vertreter von Connecticut im US-Repräsentantenhaus
- Laura Secord (1775–1868), kanadische Nationalheldin des Kriegs von 1812
- Mark H. Sibley (1796–1852), Politiker, Vertreter von New York im US-Repräsentantenhaus
- Anson Jones (1798–1858), Mediziner, Unternehmer, Abgeordneter und letzter Präsident der Republik Texas
- Guy R. Pelton (1824–1890), Jurist und Politiker, Vertreter von New York im US-Repräsentantenhaus
- Charles A. Sumner (1835–1903), Politiker, Vertreter von Kalifornien im US-Repräsentantenhaus
- Franklin Leonard Pope (1840–1895), Elektroingenieur, Erfinder und Fachautor
- James S. Parker (1867–1933), Politiker, Vertreter von New York im US-Repräsentantenhaus
- W. E. B. Du Bois (1868–1963), Soziologe, Philosoph und Journalist
- May Edward Chinn  (1896–1980), Ärztin und medizinische Forscherin
- Shorty Rogers (1924–1994), Jazzmusiker
- Ed Mann (1954–2024), Vibraphonist, Perkussionist und Komponist
- Fantastic Negrito (* 1968), Singer-Songwriter
- Hamish Linklater (* 1976), Schauspieler